# Miou
Miou es una pequeña localidad situada en una planicie a 60 metros de altitud, al oeste de Vegadeo, municipio al cual pertenece. Las casas del pueblo se encuentran concentradas formando las siguientes calles: calle da Veiga y Louteiro, calle da Cruz, calle D'abaxo, calle da Costa y calle da Cancela.
En el pueblo hay un total de 115 habitantes (INE 2015) distribuidos en 55 viviendas unifamiliares. Cuenta con una escuela pública que estuvo abierta hasta el curso 2004/2005.
Su economía se basa principalmente en el sector secundario y de servicios.
Posee un clima suave y agradable, húmedo y moderado por la proximidad del mar.
El arroyo del Louteiro, afluente del río Eo, separa a la población del mismo nombre de Miou.

## El Camino de Santiago a su paso por Miou
Miou es uno de los pueblos que el peregrino a Santiago ha de cruzar si quiere seguir el Camino de tierra adentro, que empezaba en Barres (Castropol) y funcionaba con total seguridad, ya que era el Camino Real que transcurría por Ferradal, Piñera, Silvayana, San Román del Monte y pasado Vegadeo llegaba a Miou y a su capilla de Santa Leocadia. El camino continúa y llega a Louteiro, pueblo a 1 kilómetro de Miou, en donde fue fundado el santuario de Nuestra Señora de los Remedios y la capilla limosnero de Las Ánimas.
En el pasado los peregrinos podían tomar descanso en el Mesón de la Sela de Murias, situado sobre una colina, este era de muy grandes proporciones, pero hoy en día sólo quedan vestigios.
Siguiendo este itinerario se llega A Ponte Veya, acceso a Galicia y durante siglos único puente existente en la zona baja del Eo.
Por Miou pasaba también el Camino de los Arrieros, importante vía de comunicación e intercambio a lo largo de toda la Edad Moderna.

## Senda de la Ría del Eo
El itinerario que sigue la ruta discurre desde la villa de Vegadeo hasta la localidad de Miou, y de ahí a Louteiro. El regreso a Vegadeo se efectúa por la margen derecha del río. Así hasta recorrer una distancia de 4,5 kilómetros.
El primer tramo de la senda aprovecha las carreteras existentes y es mixto, apto tanto para peatones como para vehículos, aunque en esta vía la circulación es escasa.
El segundo tramo, un camino de tierra que comienza en Louteiro, baja hasta el borde de la ría, al enclave donde se ha habilitado una zona de baños. En este punto se ha recuperado un antiguo embarcadero.
A continuación, la senda discurre por un humedal, que se erige en medio del paisaje fluvial y que se ha salvado con la construcción de un pantalán de madera, para evitar que el tránsito de personas afecte al ecosistema natural de la ría.
La senda atraviesa el arroyo del Louteiro y regresa a continuación a Miou.

## Galería de fotos

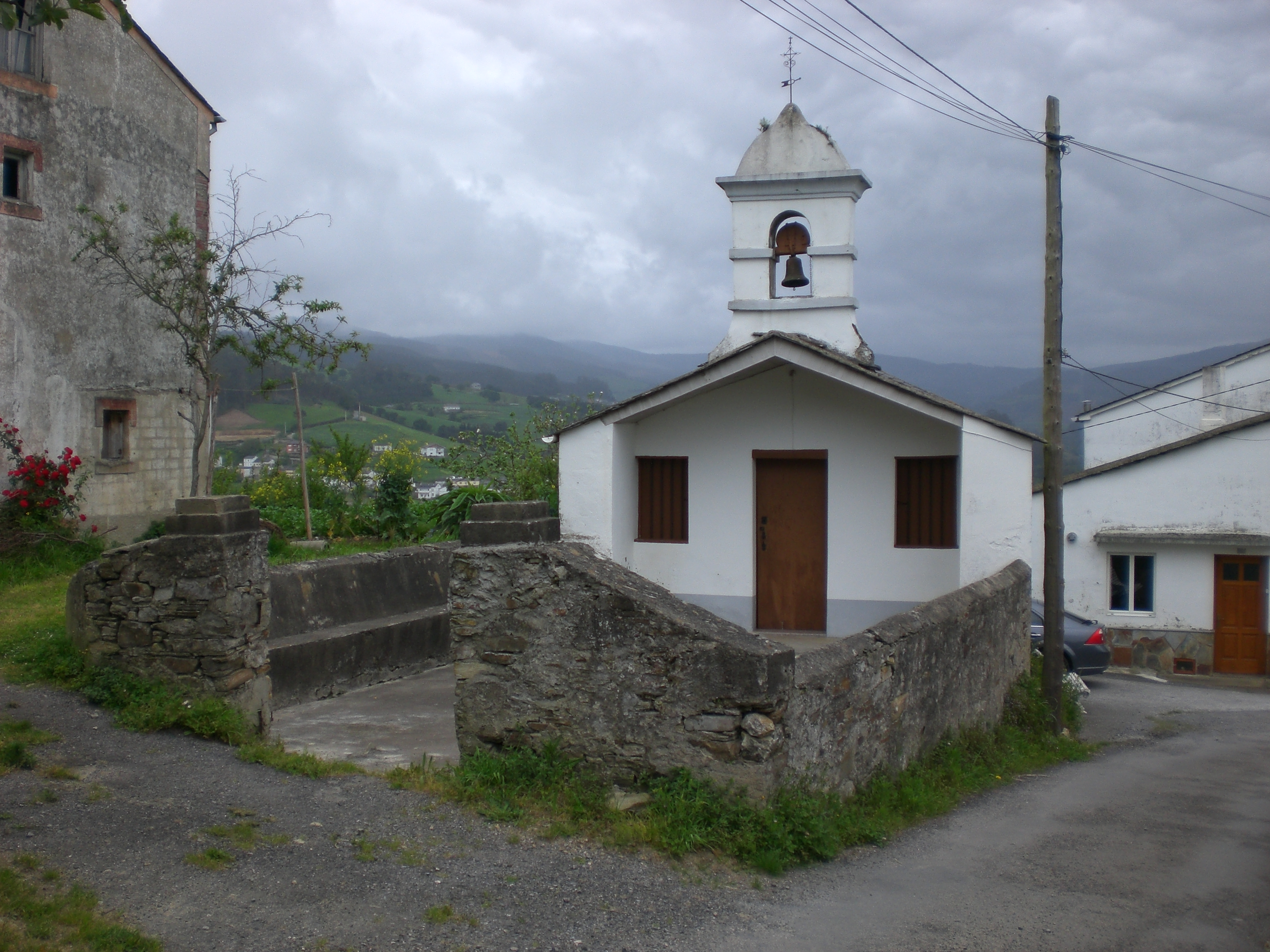
Capilla de Santa Leocadia
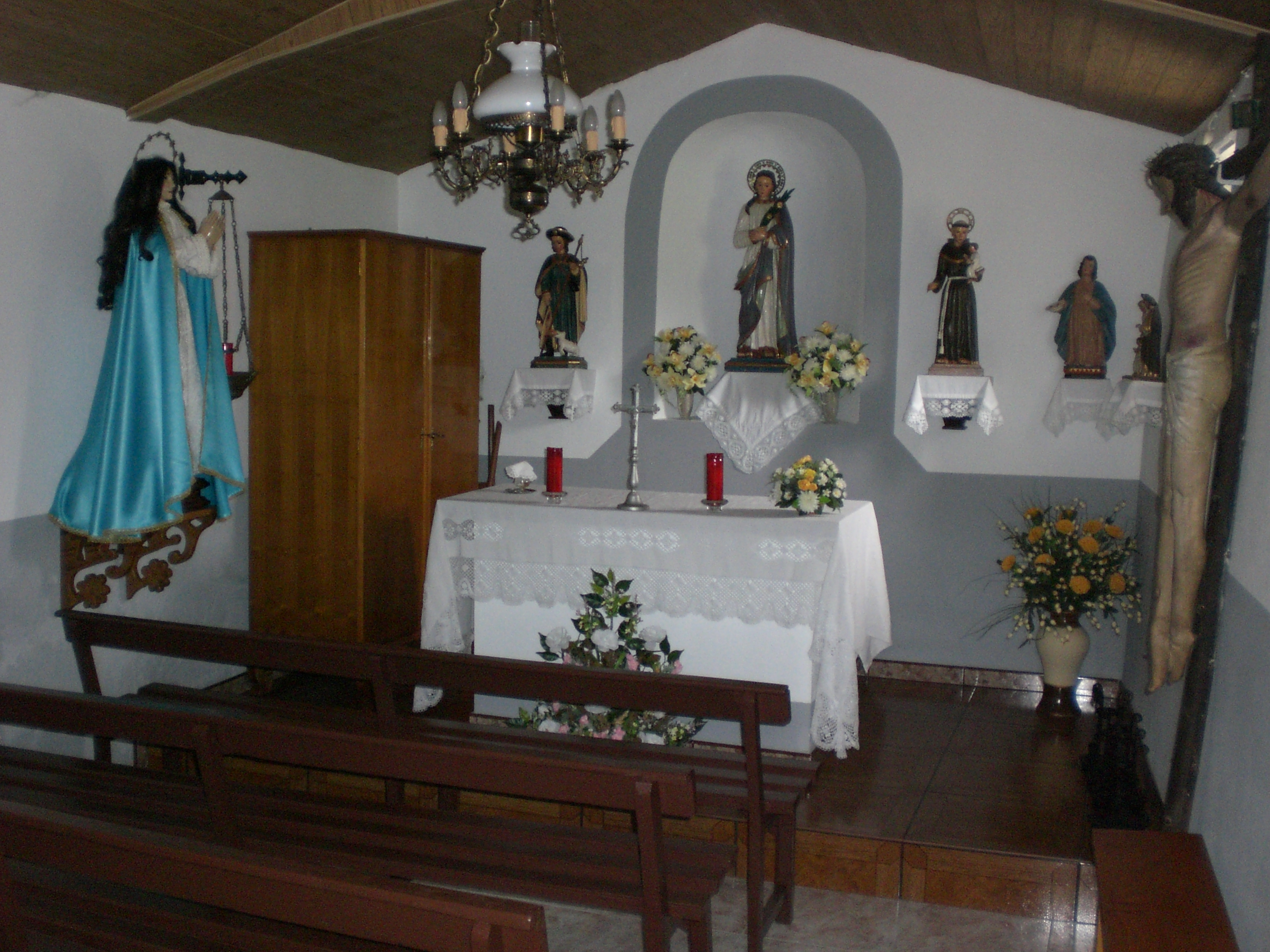
Interior de la capilla de Santa Leocadia
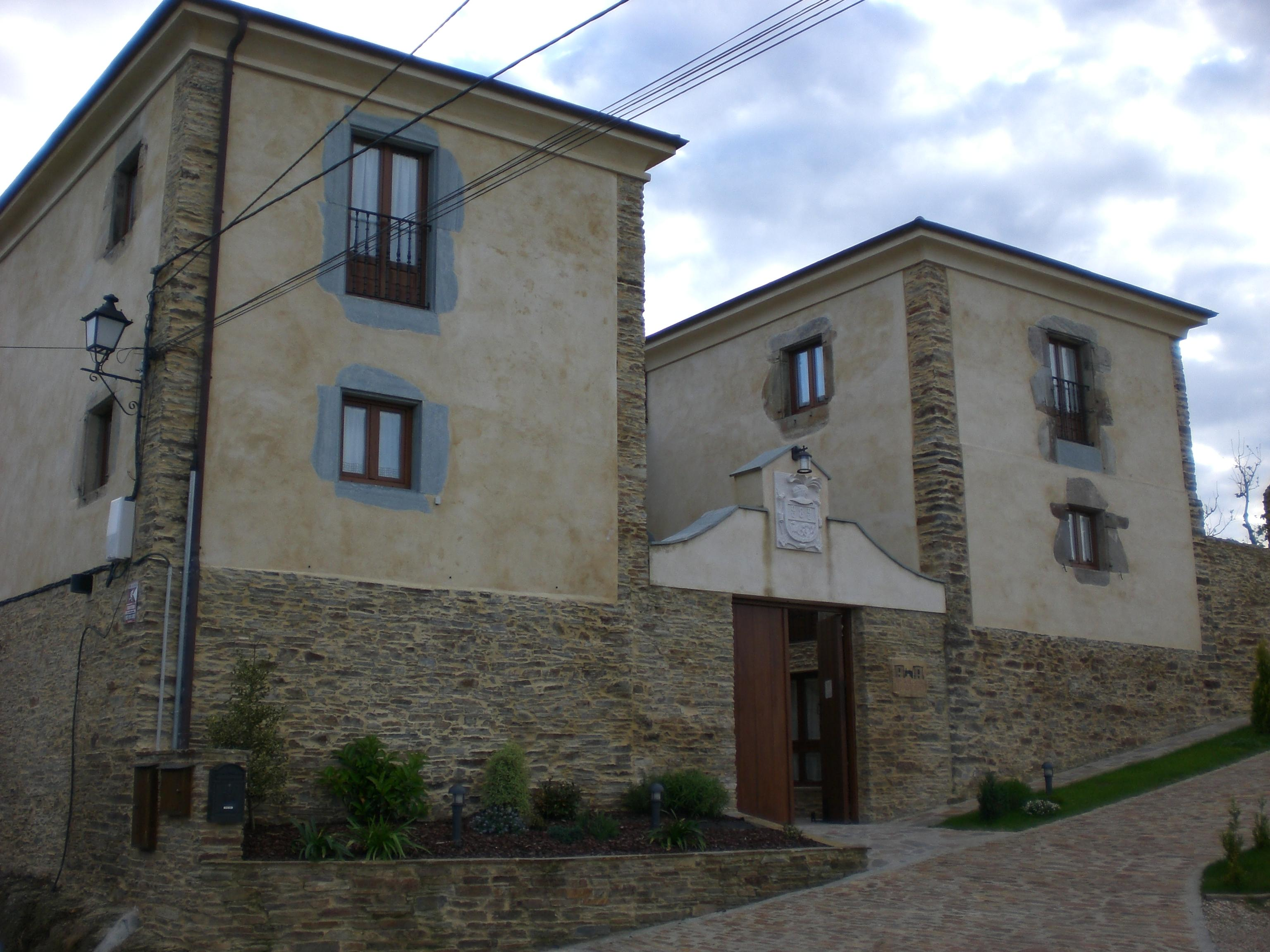
Casona de Trabadelo
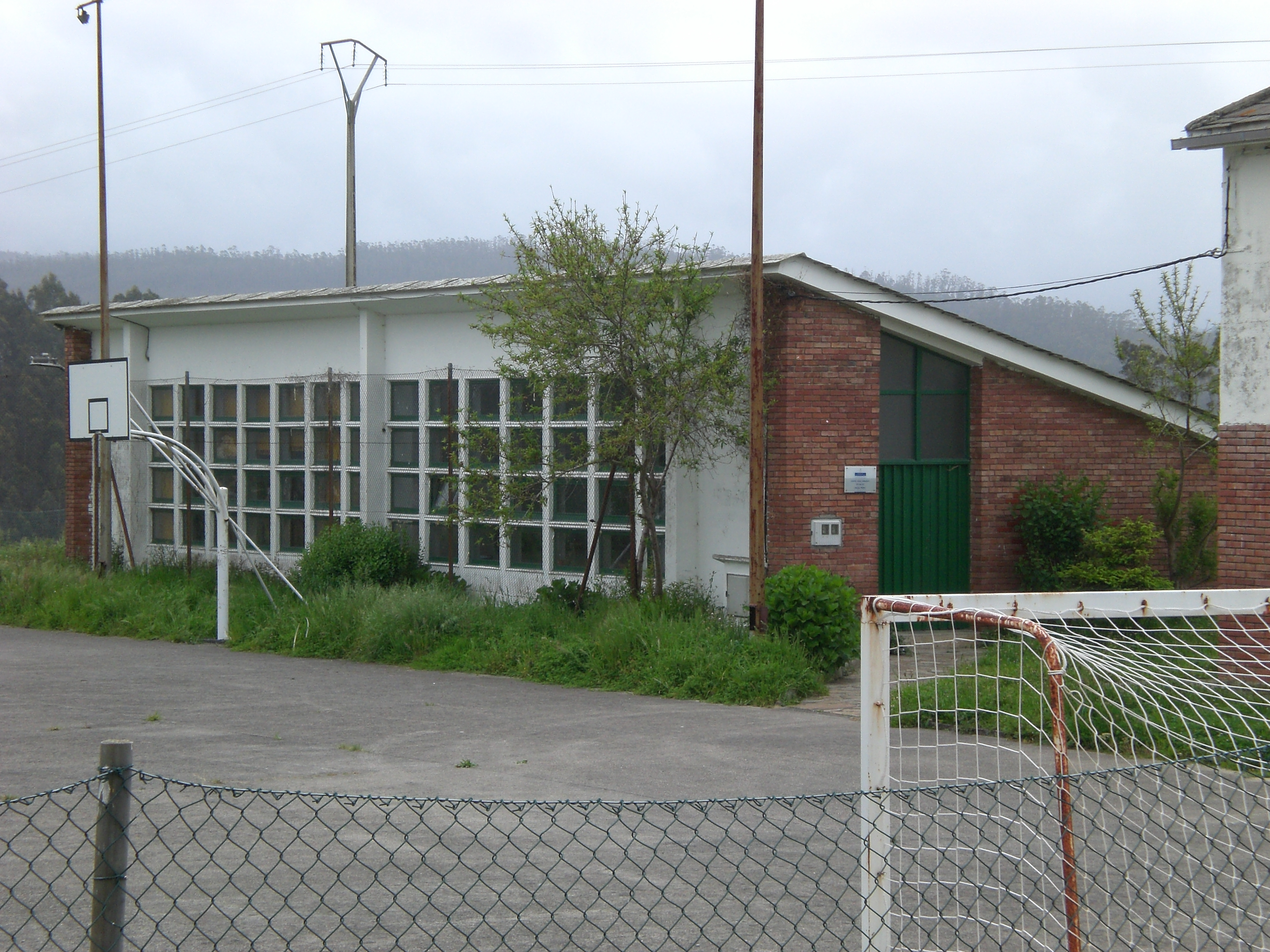
Antigua escuela pública
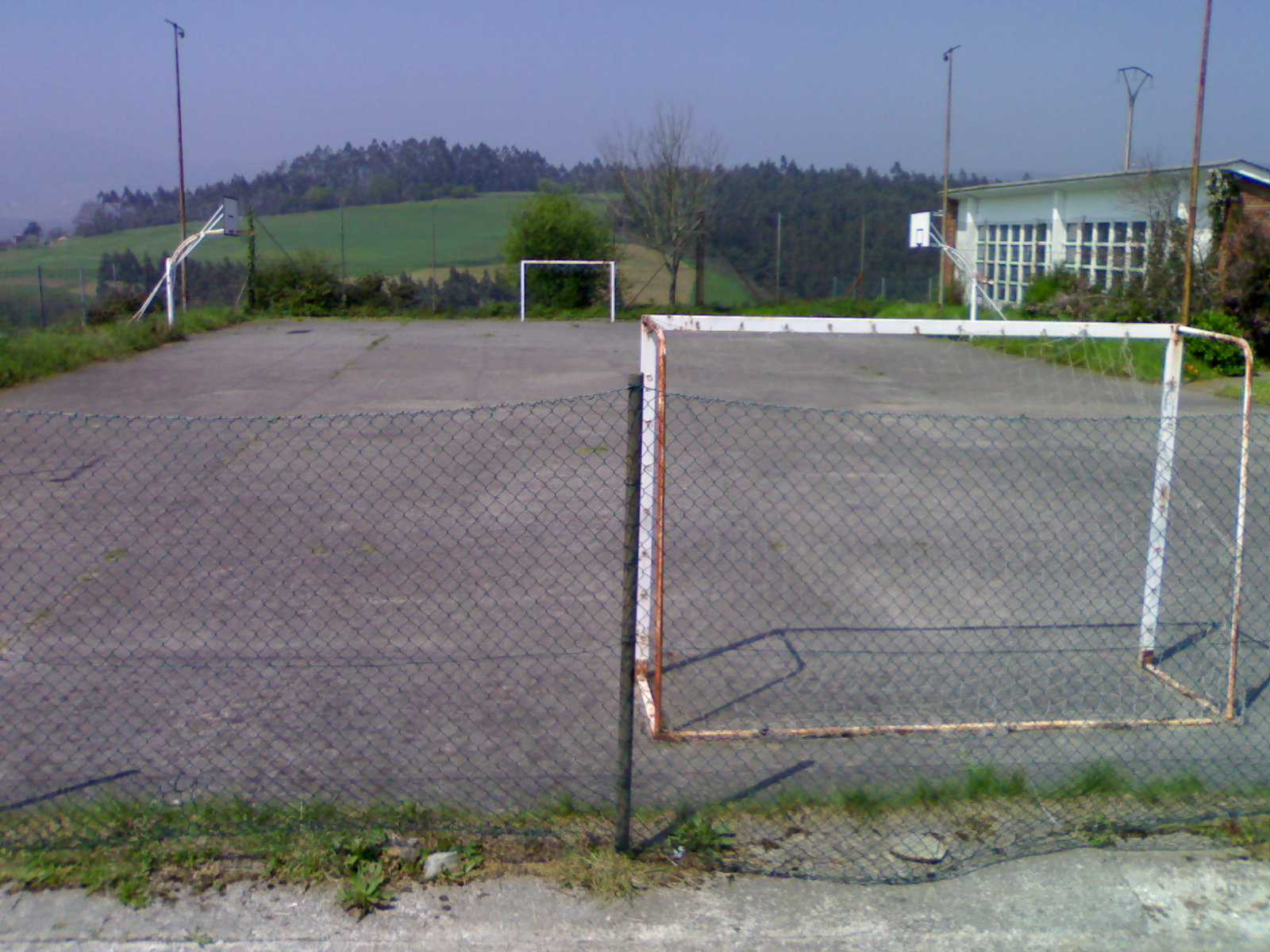
Polideportivo
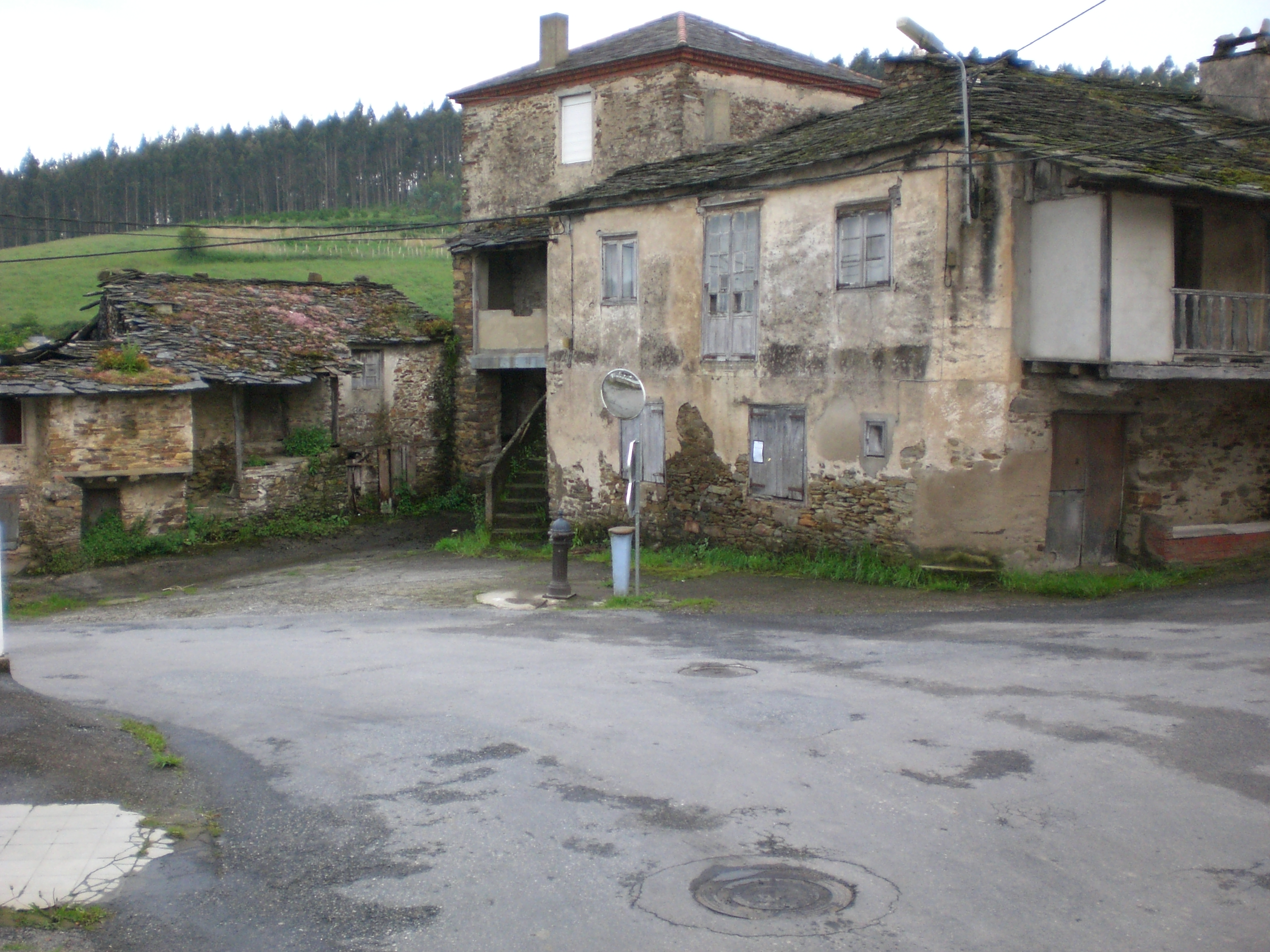
Plaza da Cruz
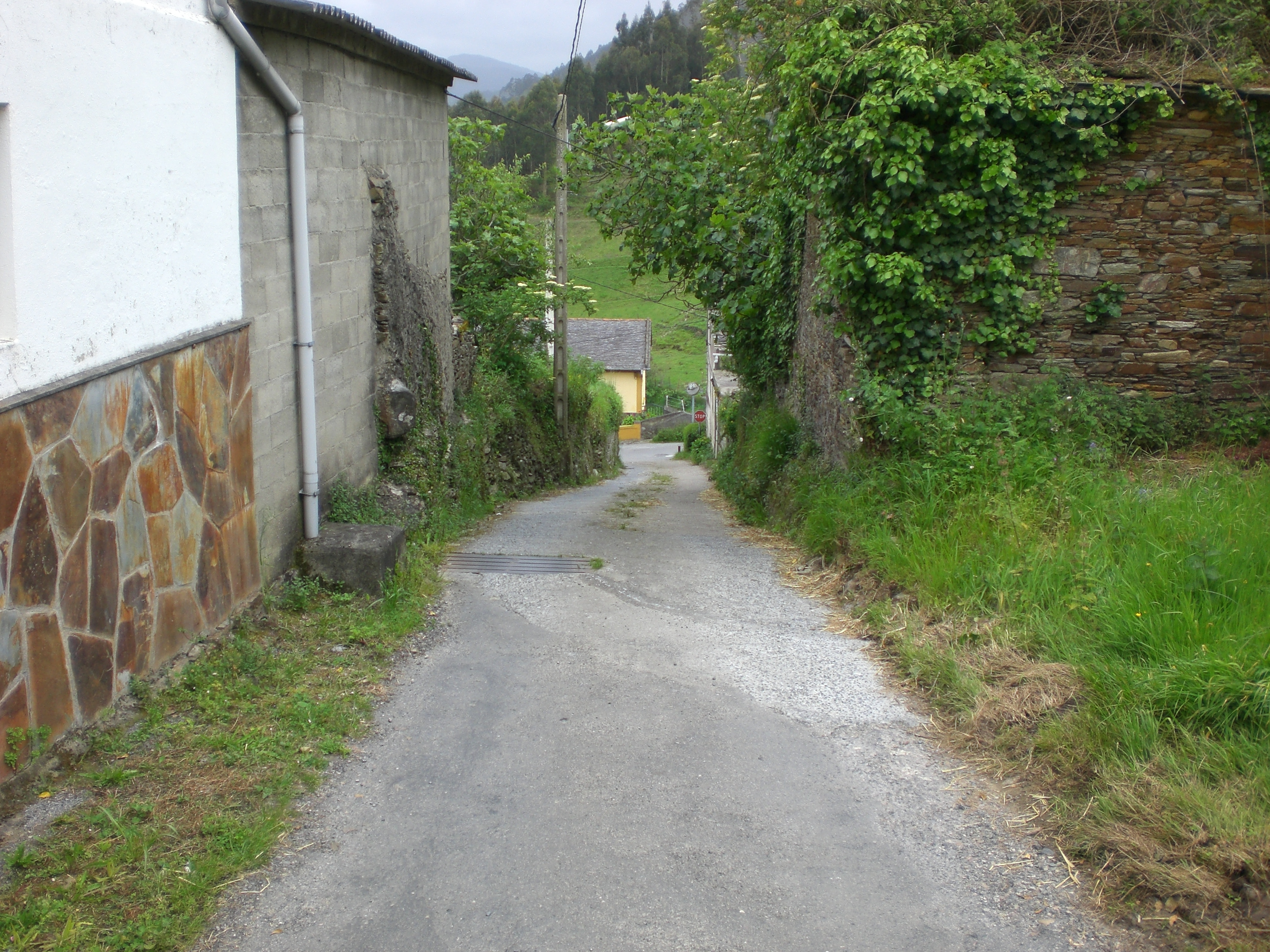
Calle da Costa
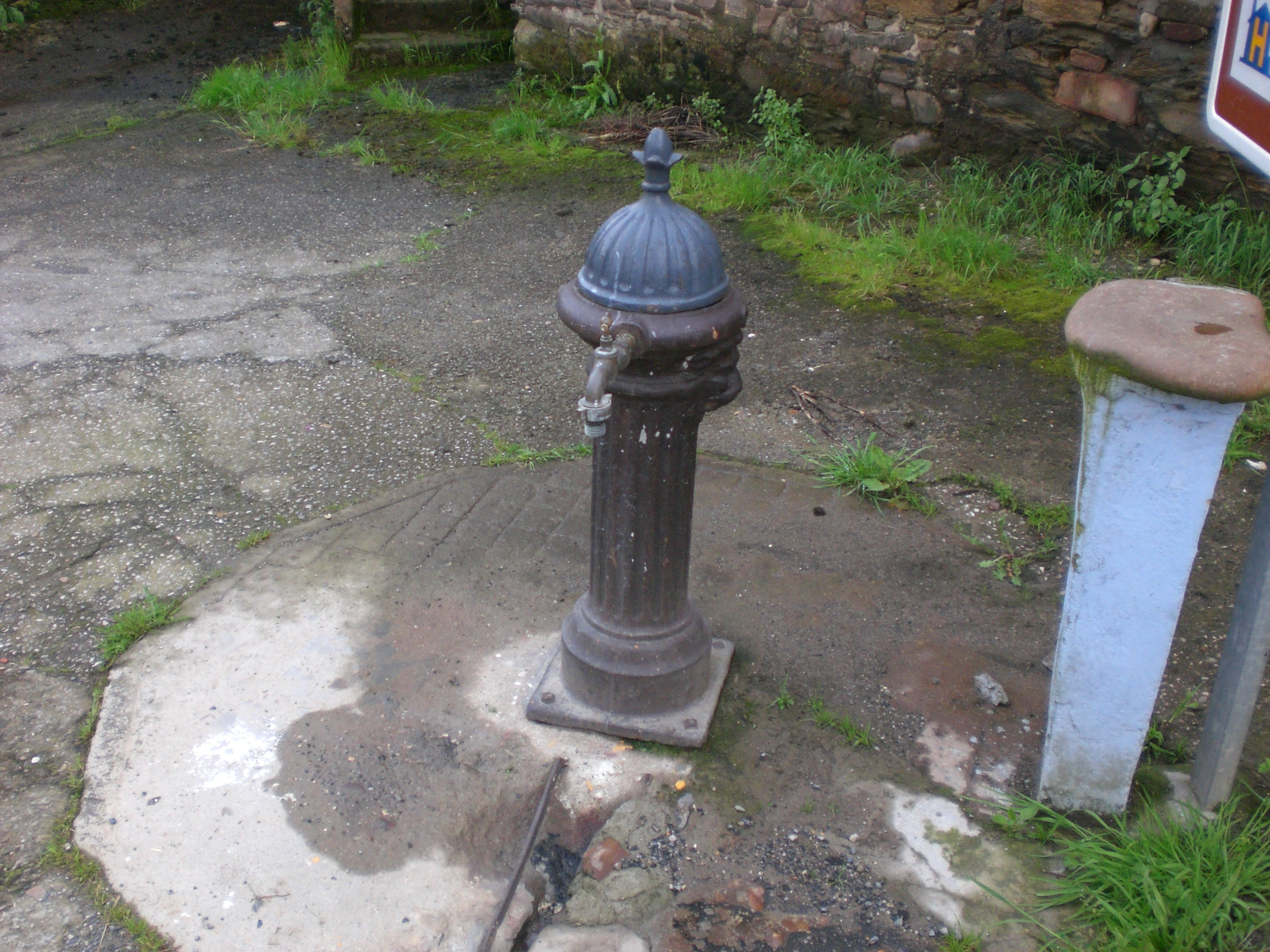
Fonte da Cruz
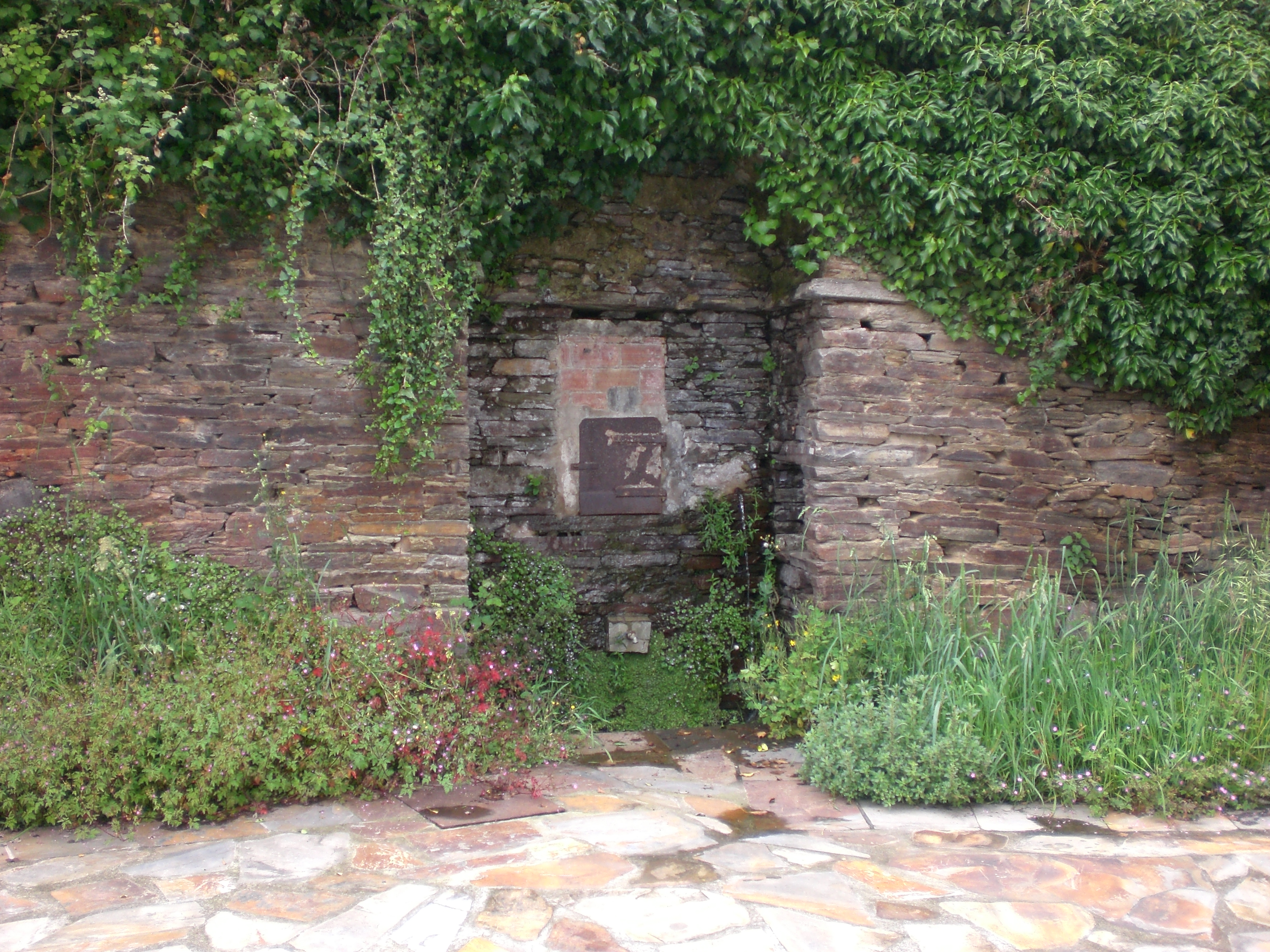
Fonte de Otilia
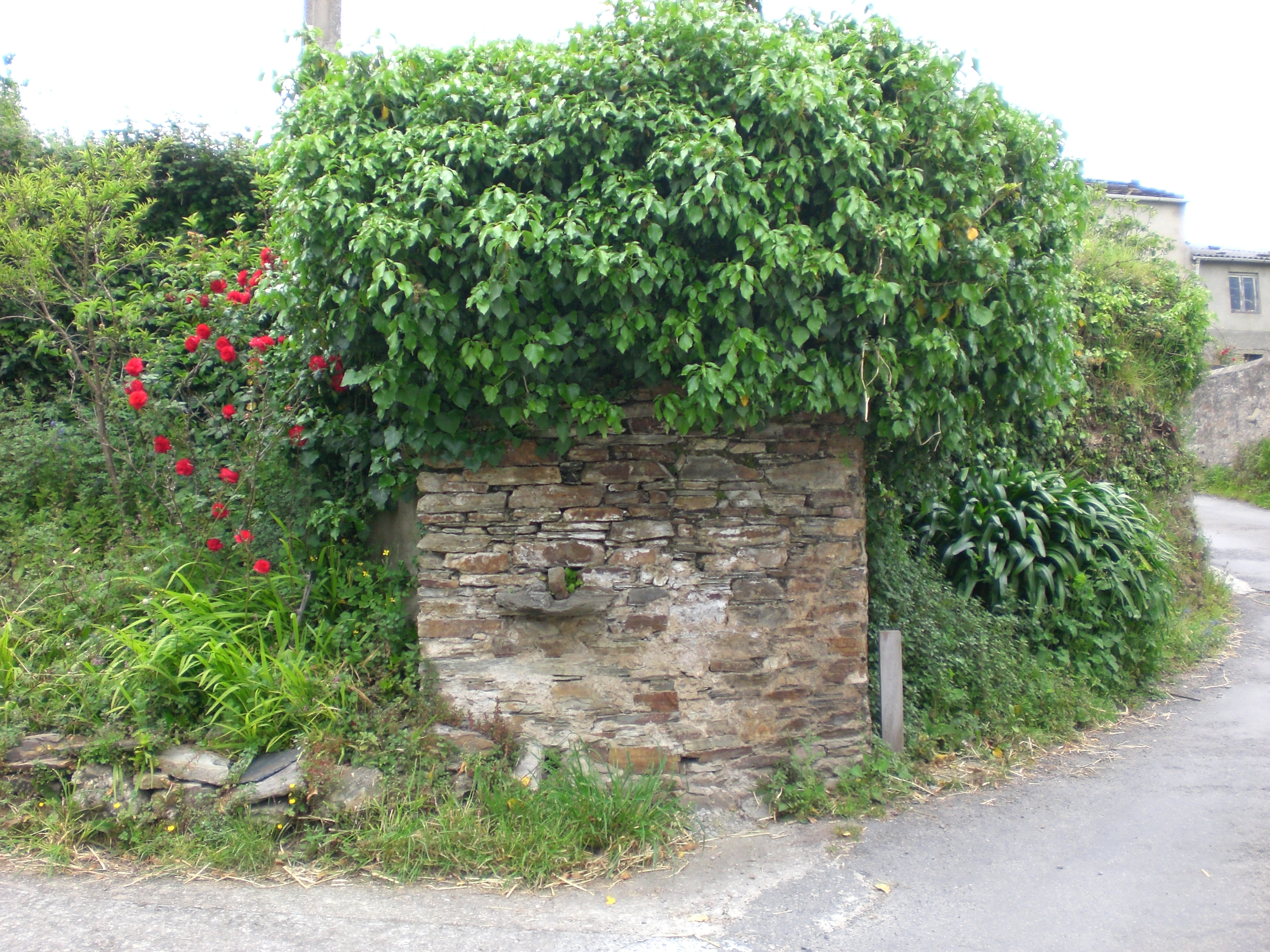
Pozo de Inselmo
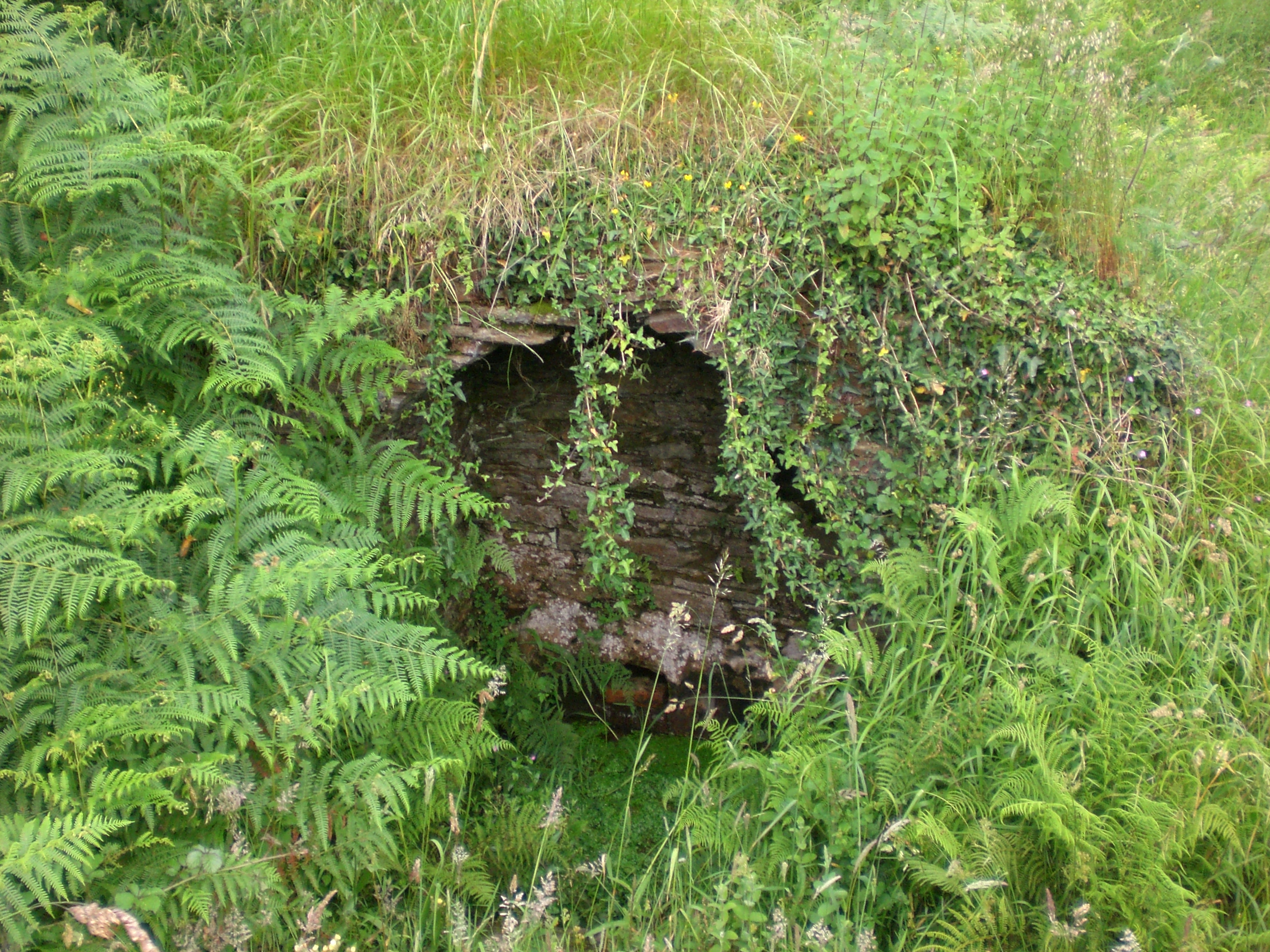
Fonte de Taberna
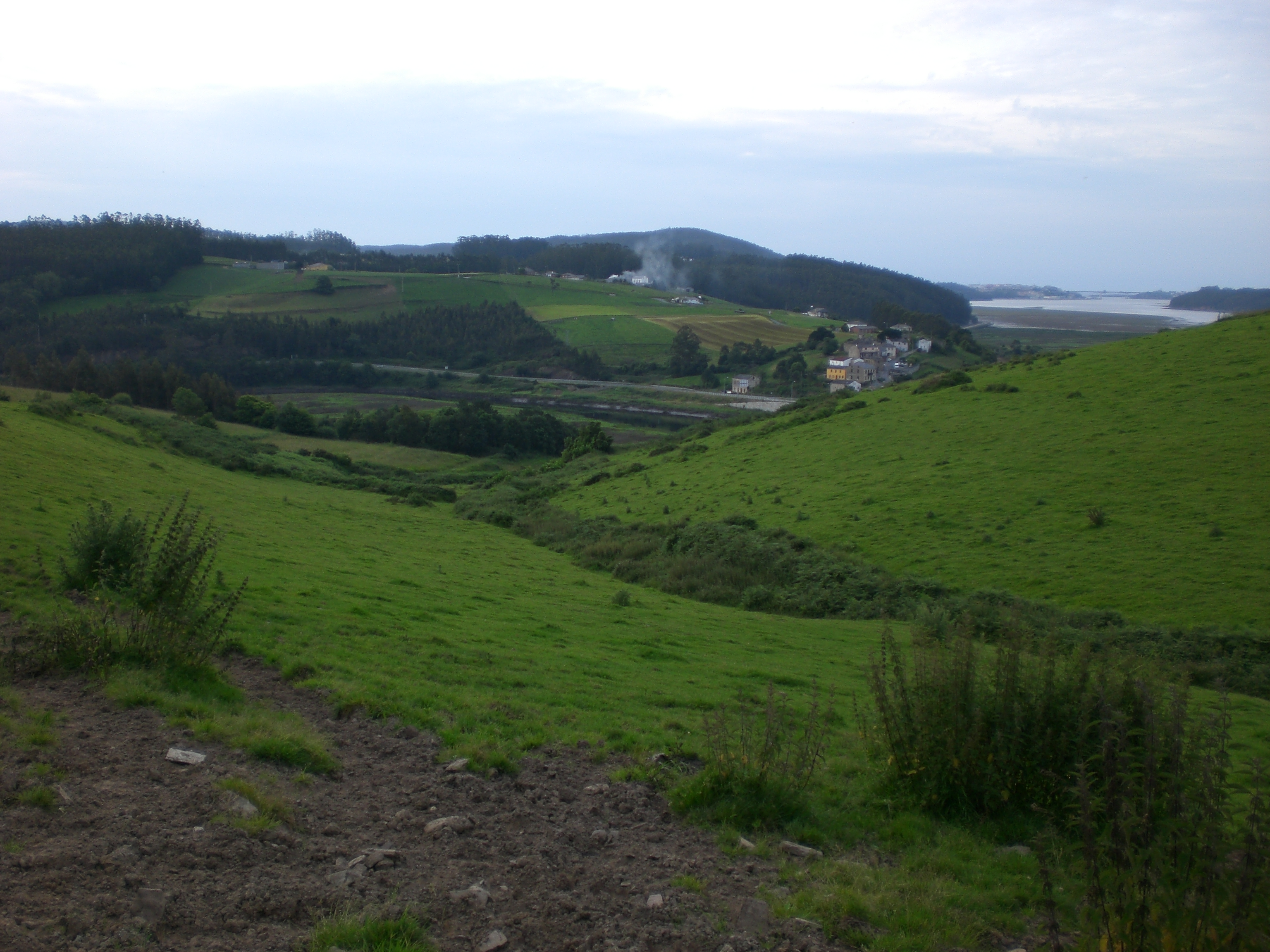
El Barredal
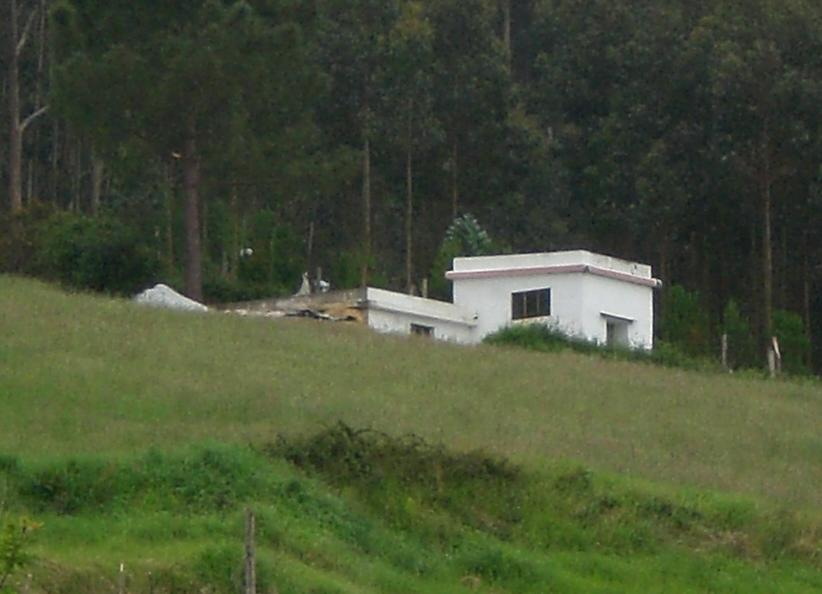
Depósito de agua
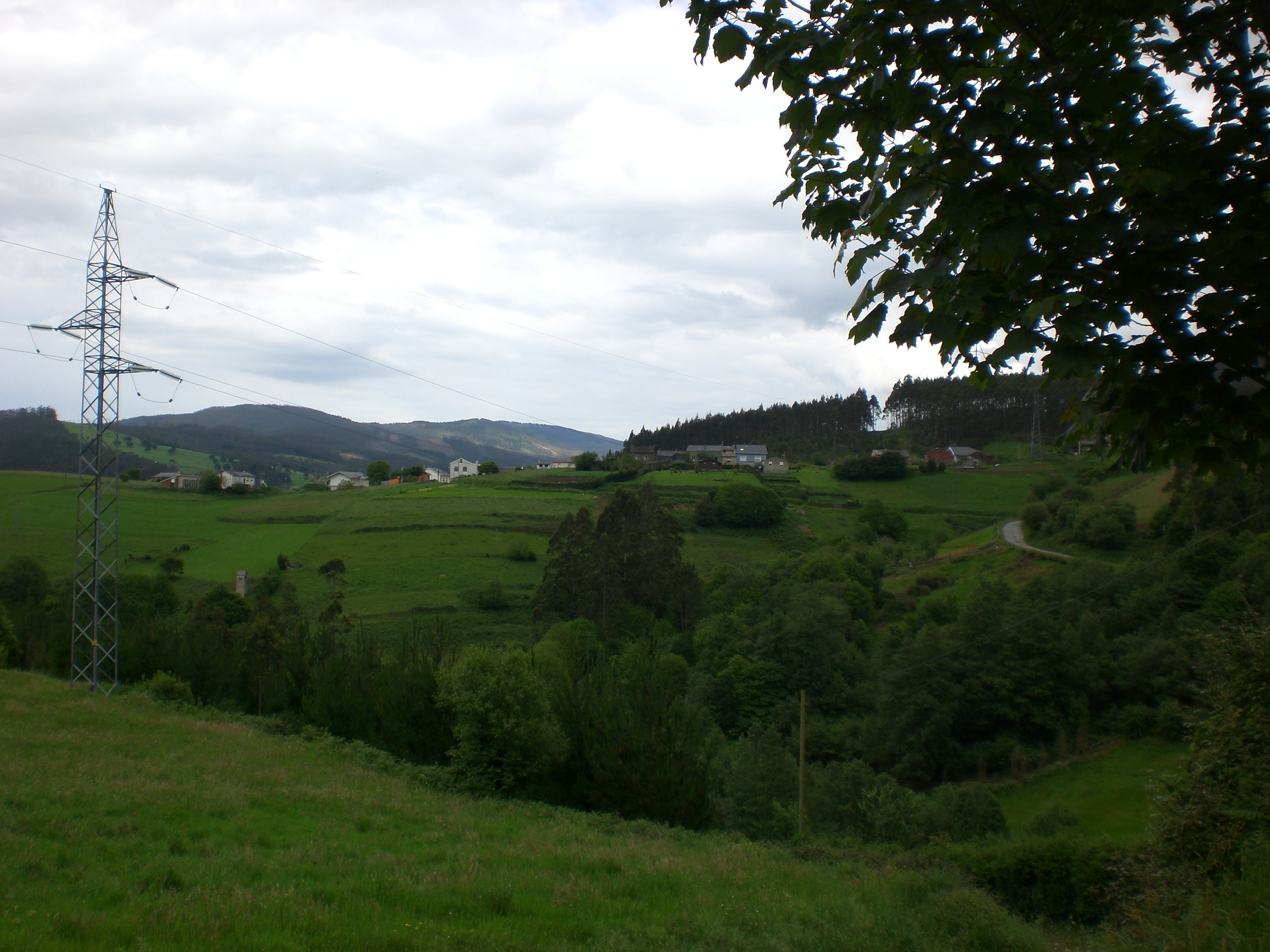
Vista de Miou desde Louteiro
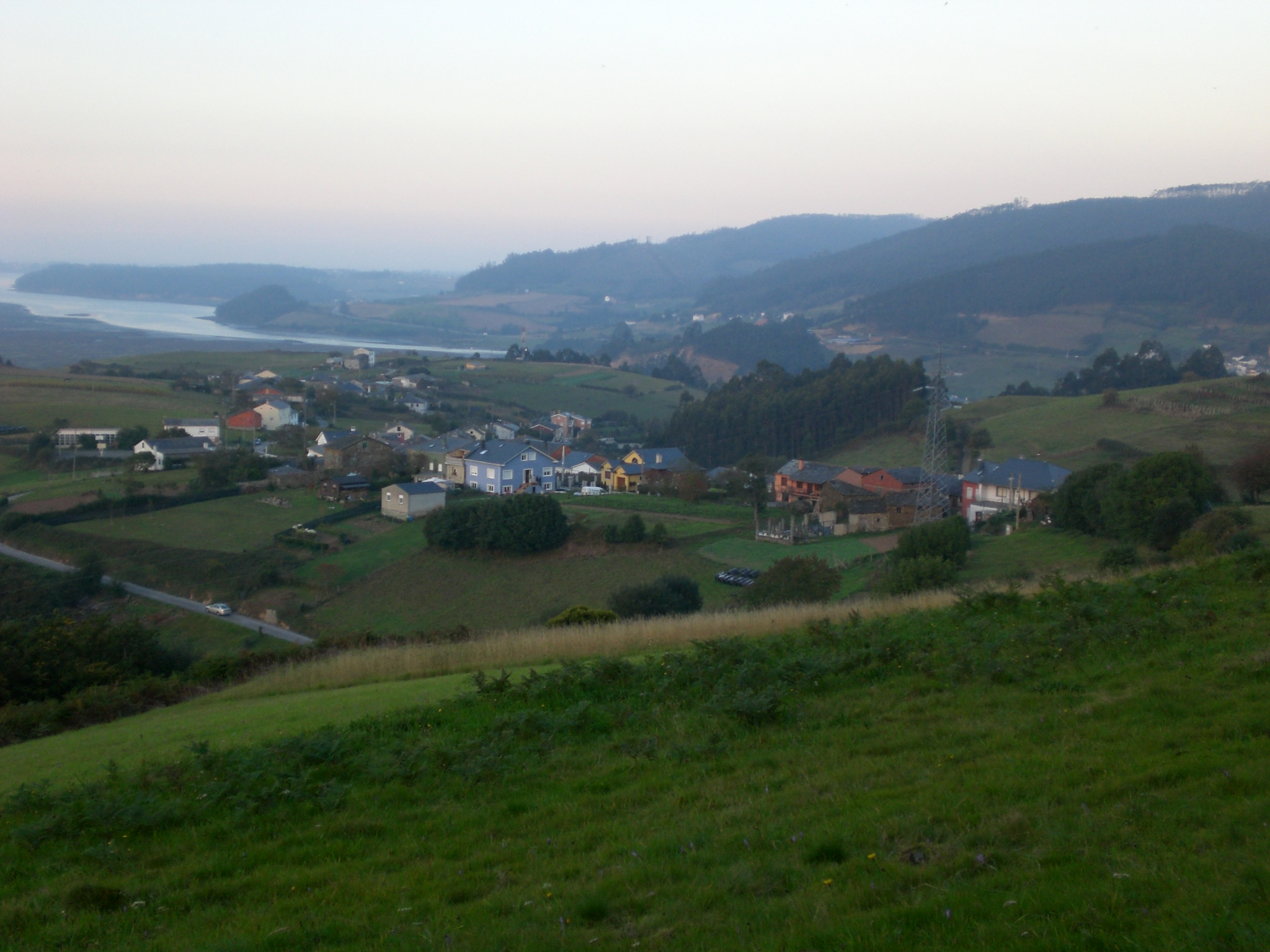
Vista de Miou desde el depósito de agua
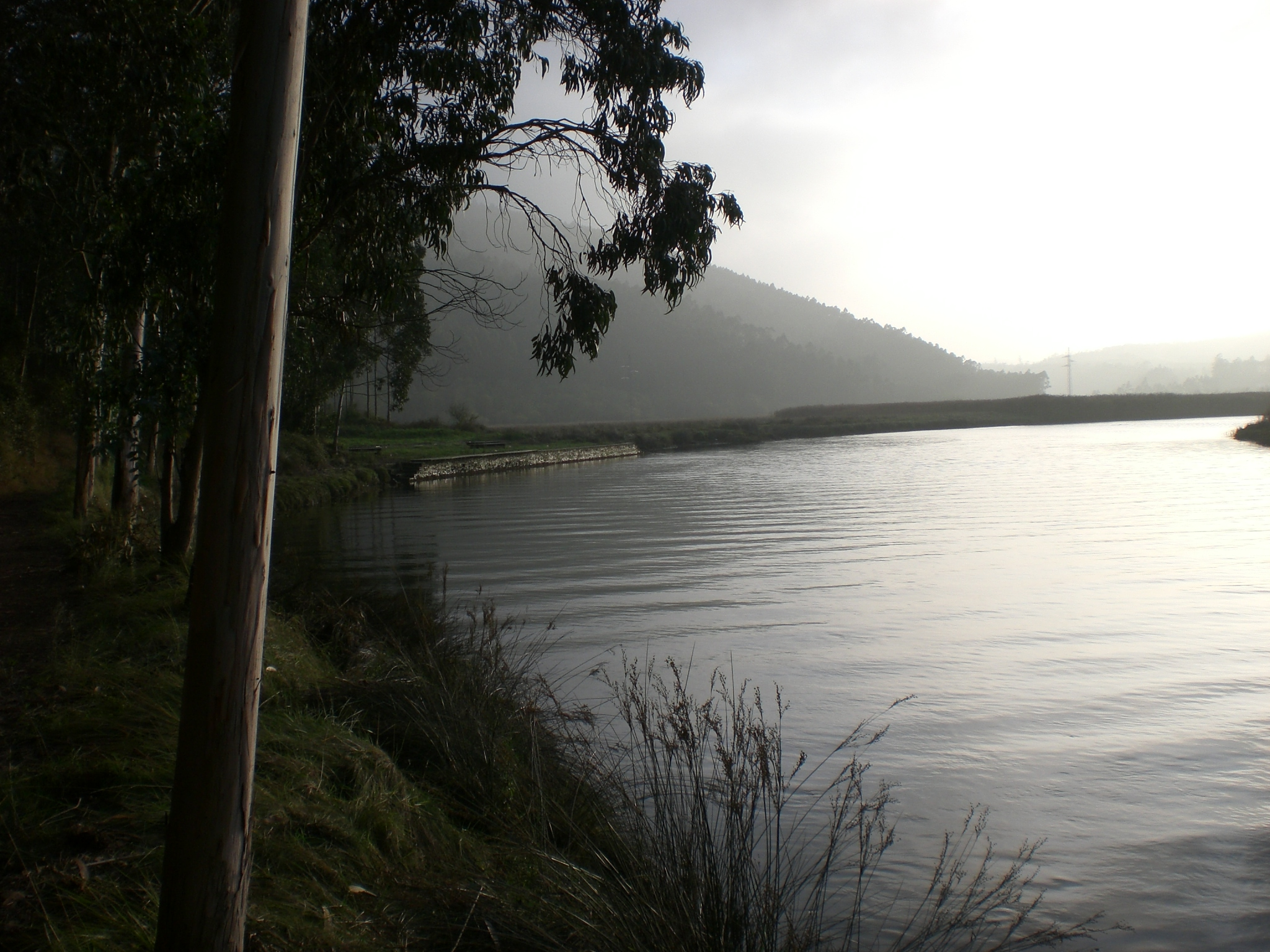
Zona de baños de La Ribeira
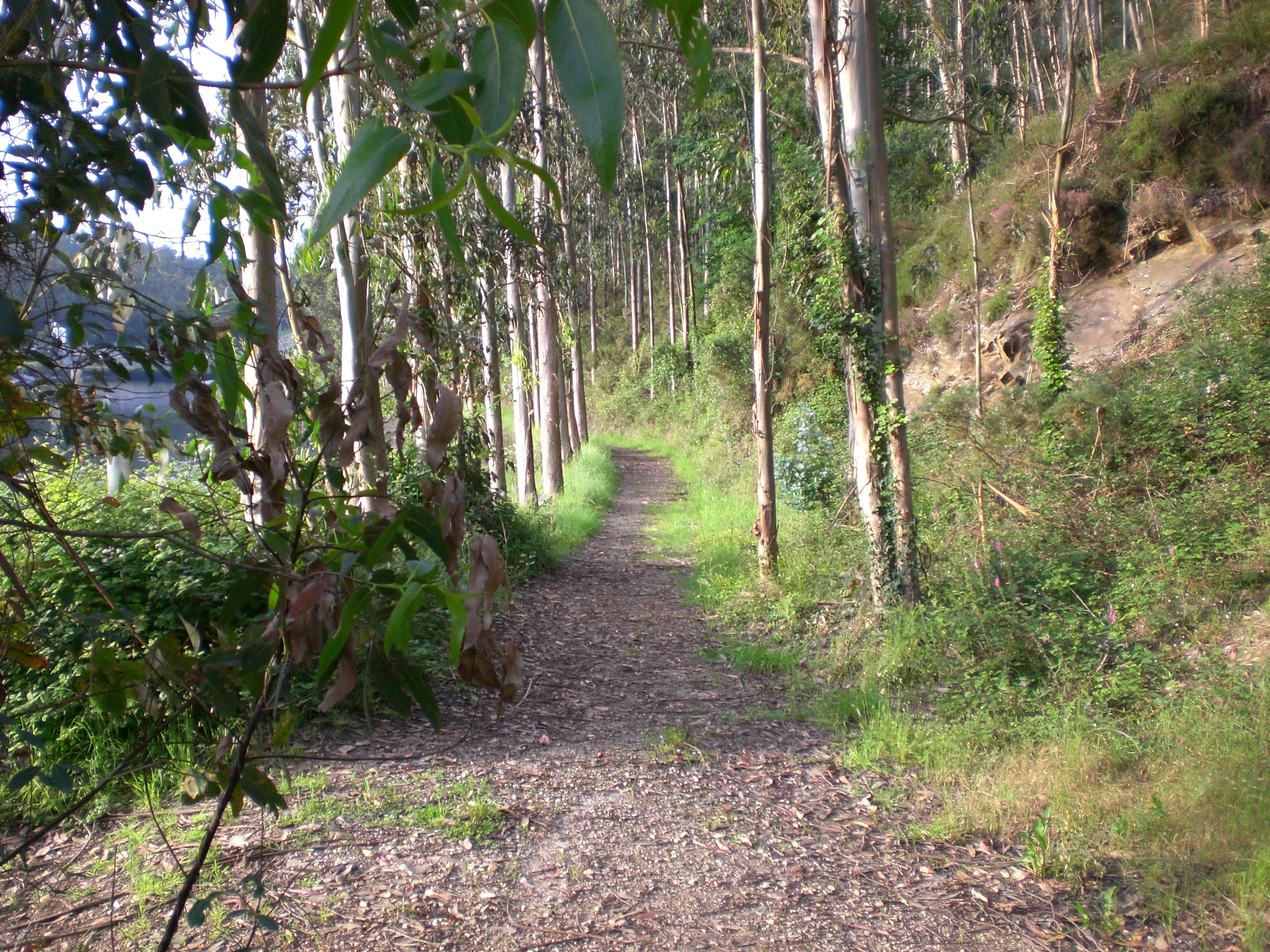
Senda de la Ría del Eo
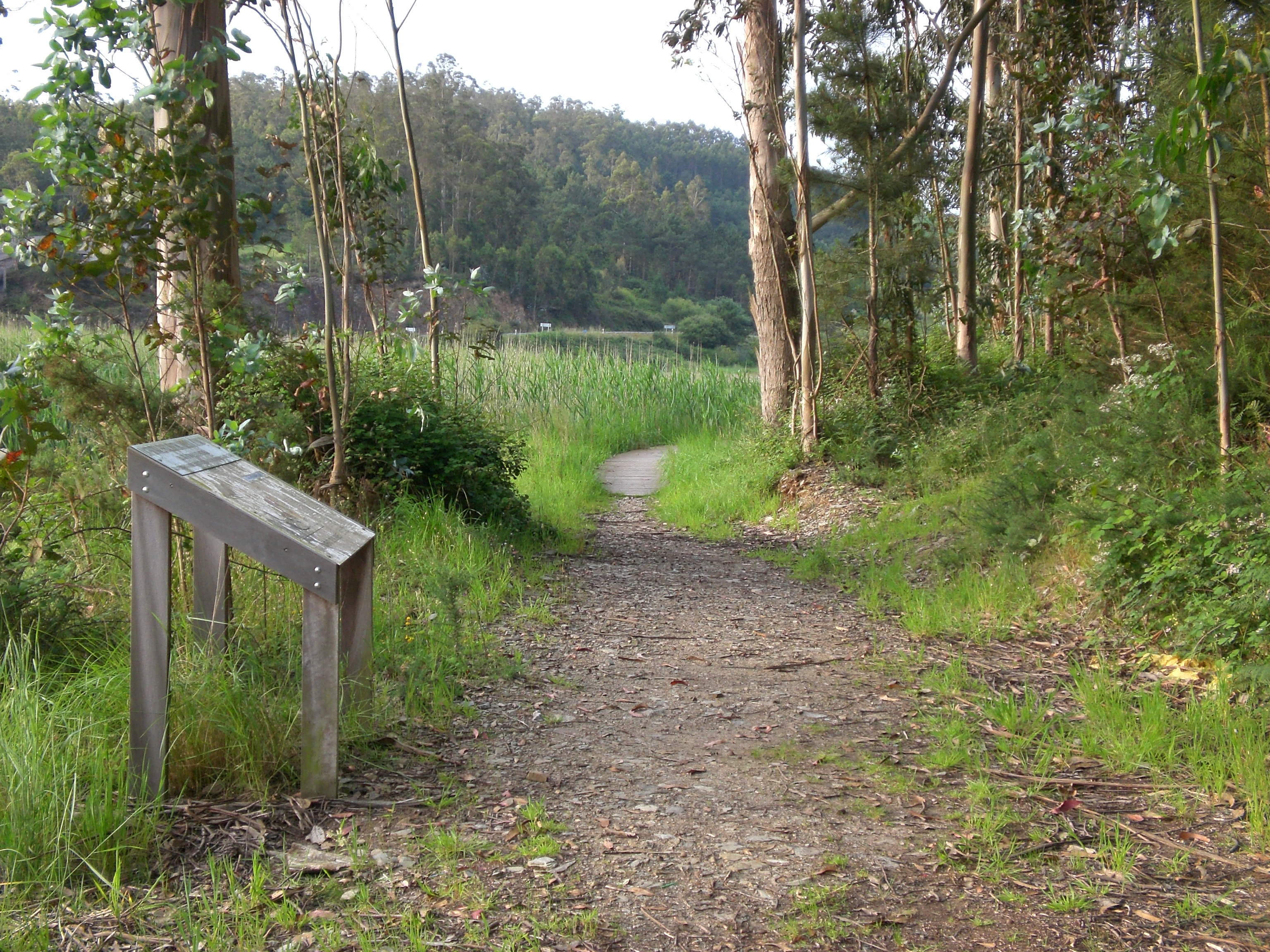
Senda de la Ría del Eo
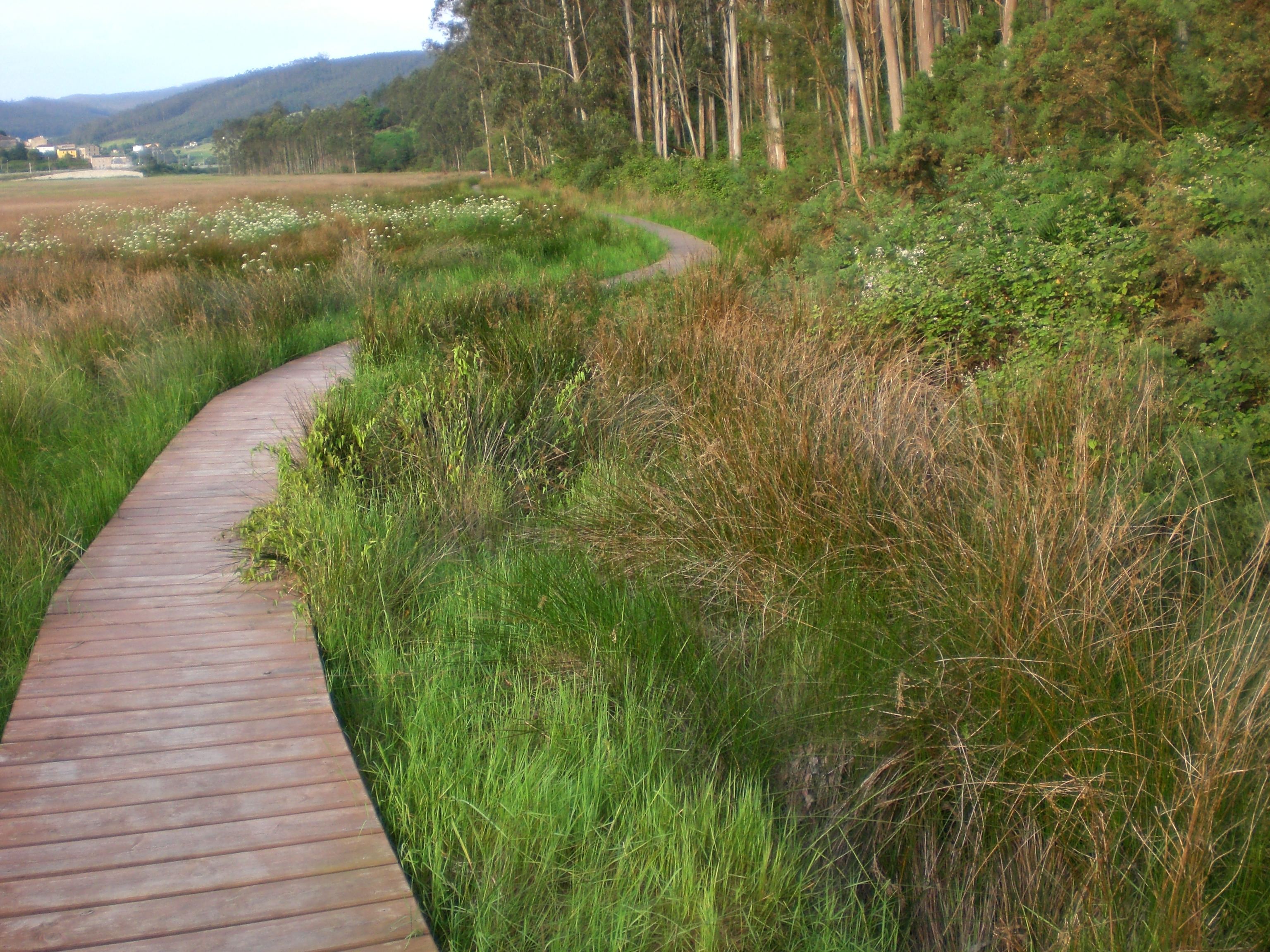
Senda de la Ría del Eo
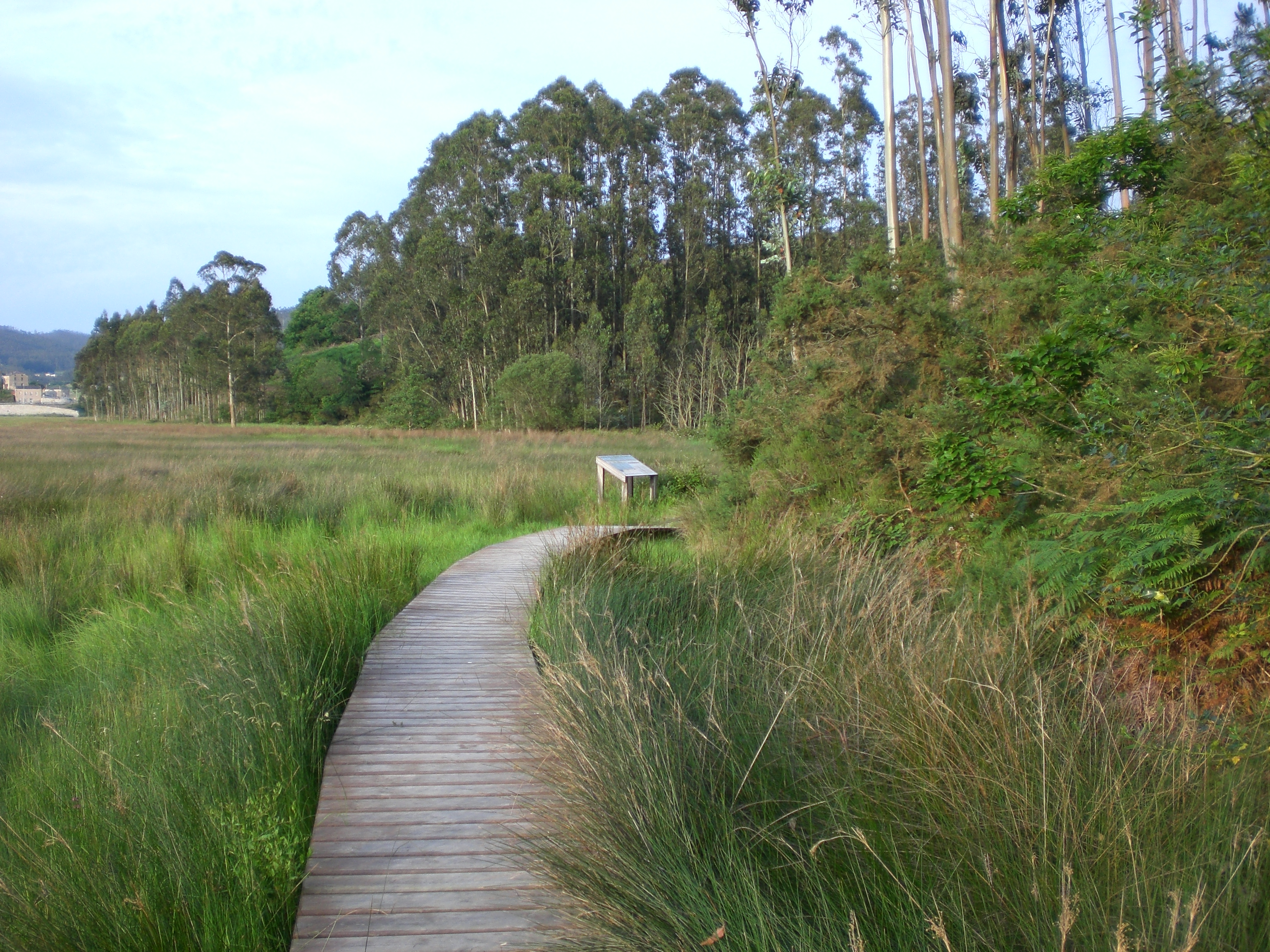
Senda de la Ría del Eo

- Datos: Q1739042

1. ↑  Worldpostalcodes.org, código postal n.º 33779.